# Mecopisthes orientalis
Mecopisthes orientalis är en spindelart som beskrevs av Andrei V. Tanasevitch och Victor Fet 1986. Mecopisthes orientalis ingår i släktet Mecopisthes och familjen täckvävarspindlar.
Artens utbredningsområde är Turkmenistan. Inga underarter finns listade i Catalogue of Life.